# Мужукай
Мужукай (кум. Мужукъай, ног. Мужекай) — село в Бабаюртовском районе, Дагестан, Россия.
Является административным центром Мужукайского сельского поселения.

## Географическое положение
Расположено в 10 км к северо-востоку от районного центра села Бабаюрт на автодороге Бабаюрт-Шава.

## История
Начиная с первой половины XVII ногайцы начали активно переселяться на территорию Прикаспийской низменности, в частности на Кумыкскую равнину (Терско-Сулакское междуречье) из исторической их родины — Ногайской степи, главным образом из Ногайского района. Таким образом в 1865 г основан аул Мужекай. На 2010 год, ногайцы составляют 50%, а кумыки 28%. 

## Население
| 1889 | 1914 | 1926 | 1939 | 1959 | 1970  | 1989 |
| ---- | ---- | ---- | ---- | ---- | ----- | ---- |
| 248  | ↘237 | ↘189 | ↗371 | ↗470 | ↗1518 | ↘344 |
| 2002 | 2010 | 2021 |      |      |       |      |
| ↗497 | ↗545 | ↗553 |      |      |       |      |

Национальный состав
По данным Всесоюзной переписи населения 1926 года:
| № | Национальность | Численность, чел. | Доля |
| - | -------------- | ----------------- | ---- |
| 1 | ногайцы        | 143               | 76 % |
| 2 | кумыки         | 25                | 13 % |
| 3 | чеченцы        | 21                | 11 % |

По данным Всероссийской переписи населения 2010 года:
| № | Национальность | Численность, чел. | Доля |
| - | -------------- | ----------------- | ---- |
| 1 | ногайцы        | 273               | 50 % |
| 2 | кумыки         | 152               | 28 % |
| 3 | даргинцы       | 73                | 13 % |
| 4 | аварцы         | 40                | 7 %  |
| 5 | другие         | 7                 | 2 %  |